# Лесли, Уолтер
Сэр Уолтер Лесли (англ. Walter Leslie; умер в 1382 году) — шотландский дворянин и крестоносец, один из известных рыцарей своего времени.

## Биография
Младший, вероятно третий, сын сэра Эндрю Лесли из замка Лесли и Мэри Абернети, дочери и наследницы сэра Александра де Абернети. Вместе со своим старшим братом Норманом Лесли (ум. 1365/1367) Уолтер в 1356 году получил от короля Англии Эдуарда III разрешение на проезд через английские владения во владения Тевтонского ордена в Пруссии, где они приняли участие в крестовом походе против местных язычников. Затем он отправился во Францию, где участвовал на стороне французов в Столетней войне против англичан. В частности, в 1370 году Уолтер Лесли принимал участие в битве при Понтваллене, где он сыграл решающую роль в поражении английской армии. В награду получил от короля Франции Карла V годовую пенсию в размере двести золотых франков.
В 1363 году король Шотландии Давид II Брюс пожаловал Уолтеру Лесли пенсию в размере сорока фунтов стерлингов. Позднее в том же году Давид Брюс получил от короля Англии разрешение на безопасный проезд братьев Уолтера и Нормана Лесли в Святую землю. Они путешествовали по Италии, выступили в качестве свидетелей во время сделки между властями Флоренции и Белой ротой, группой английских наёмников, участников Столетней войны, решивших наняться на службу к итальянским государствам. В 1365 году братья Уолтер и Норман Лесли участвовали в крестовом походе короля Кипра Петра I на египетский город-порт Александрию, который был захвачен и разграблен.
В 1366 году Уолтер Лесли вернулся в Шотландию и был тепло встречен королём Давидом II Брюсом. Король был очарован культом крестоносца Уолтера Лесли, который стал одним из королевских фаворитов. В качестве награды за последние подвиги Давид Брюс разрешил Уолтеру Лесли жениться на Ефимии (1342—1394), старшей дочери и наследнице Уильяма III, графа Росса. Под давлением короля Уильям III, чтобы сохранить свои владения, вынужден был дать согласие на брак Ефимии с Уолтером Лесли. 13 сентября того же 1366 года был заключён брак. После этого Уолтер Лесли, по-видимому, оставался в Шотландии в течение некоторого времени, принимал видное участие в государственных делах и часто являлся свидетелем королевских грамот.
В 1371 году после смерти короля Давида II Брюса и вступления на королевский престол Роберта II Стюарта, союзника графа Росса, Уолтер Лесли сохранил свои позиции при дворе. Новый шотландский монарх отказался поддержать Уильяма III, графа Росса, стремившегося передать графство Росс своему сводному брату Хью из Калнагоуна. В 1372 году после смерти Уильяма III его дочь Ефимия унаследовала графский титул, а Уолтер Лесли стал графом Росса (по праву жены).
Уолтер Лесли скончался в Перте 27 февраля 1382 года. У него было двое детей:
- Александр Лесли (1366—1402), граф Росс (1394—1402)
- Мария (Мариота) Лесли (ум. 1440), графиня Росса (1415—1437), жена Дональда Макдональда, лорда Островов (ум. 1423).

В 1394 году после смерти своей матери Ефимии Александр Лесли унаследовал графский титул, но де-факто контроль над графством Росс перешёл в руки Александра Стюарта, графа Бьюкена, известного как «Баденохский волк», который с 1382 года был вторым мужем Ефимии, прежде чем она развелась с ним в 1392 году.